# 네메츠키 나치오날니 군
네메츠키 나치오날니 군(러시아어: Немецкий национальный район "독일 민족 라이온", 독일어: Deutscher Nationalrajon)은 러시아의 시베리아 서부지방에 있는 알타이 지방 북서쪽에 위치한, 독일인 주민이 많이 살고 있는 군(郡)이다. 군의 행정 중심지는 농촌형 정착지(село)인 갈프슈타트(러시아어: Гальбштадт, 독일어: Halbstadt 할프슈타트[*]) 마을로, 바르나울에서 서쪽으로 430km 떨어져 있다.
1927년 독일계 러시아인 인구를 위해 설치된 군이나, 1938년 스탈린에 의해 해체되었다. 1991년 대통령령으로 재설치되었다. 인구는 2010년 조사 기준 17,668명이다.

## 역사
1927년에 이 군은 옥탸브리스키 라이온(10月郡이라는 뜻)이라는 이름으로 창설되었지만 곧 오늘날의 이름으로 바뀌었다. 당시에는 인구의 96%가 독일계였다.
1938년에 이 군은 해체되고 독일어 신문도 금지되었다. 또한 1941년 스탈린은 볼가 자치공화국을 해체시키고 그곳에 거주하던 독일인을 알타이 지방 및 중앙아시아로 대량 추방하였다.
1989년에 이 군을 다시 세우려는 계획은 독일 정부로부터 재정적인 도움을 받았다. 오늘날에는 독일인의 전통 문화를 보전하려는 노력이 이루어지고 있다.

## 민족
독일인 31,8%, 러시아인 59,3%, 우크라이나인 5,3%가 거주하고 있다. 이곳은 독일인들이 거주하고 있는 러시아의 지역 중 하나에 속해 있다. 다만, 독일의 자료에 따르면 인구의 90% 정도는 독일인의 후손이라고 한다.
지역의 독일인들은 일상 생활에서는 거의 러시아어를 구사하고, 독일어는 거의 노인들만이 사용한다.

## 구성
12개의 취락으로 이루어져 있는데, 다음과 같다.
- 갈프슈타트 (독일어명 Halbstadt/러시아어명 Гальбштадт)
- 데그탸르카 (Degtjarka/Дегтярка)
- 그리슈코프카 (Grischkowka/Гришковка)
- 카미쉬 (Kamyschi/Камыши)
- 쿠사크 (Kussak/Кусак)
- 니콜라예프카 (Nikolajewka/Николаевка)
- 오를로보 (Orlowo/Орлово)
- 포조스노보 (Podsosnowo/Подсосново)
- 폴레보예 (Polewoje/Полевое)
- 프로타소보 (Protassowo/Протасово)
- 레드카야 두브라바 (Redkaja Dubrawa/Редкая Дубрава)
- 슈마노프카 (Schumanowka/Шумановка)

그 외에도, 니콜스코예(Никольское; 독일어명 Nikolaipol), 크라스니 돌(Красный Дол; Schönthal), 시녜스조르노예(Синеозёрное; Schönsee), 드보르스코예(Дворское; Rosenhof), 레스노예(Лесное; Rose Forest) 등, 행정상으로 부속되어 있는 마을도 있다.
1991년까지 네크라소보라 불렸던 할프슈타트의 인구는 1,645명이다.

## 지리
기후는 몹시 추운 대륙성 기후이다. 최저 기온은 1월에 −19ºС, 최고 기온은 7월엔 +22,2ºС이다. 강수량은 220—240 mm이다. 이 군엔 강과 호수가 없다.

## 같이 보기
- 볼가 독일인 소비에트 사회주의 자치 공화국